# Pere Banús i Solà
Pere Banús i Solà (Badalona, 23 de març de 1912 - Badalona, 28 de juliol de 1980) fou un futbolista català de les dècades de 1930 i 1940.

## Trajectòria
Fou tota una institució al futbol català modest, jugant a nombrosos clubs fins als 47 anys. El seu principal club fou la UA Horta, en la qual jugà en diverses etapes entre 1933 i 1941. El 1935 fitxà pel FC Barcelona, però no arribà a disputar partits oficials, però sí 10 amistoso. També defensà els colors de destacats clubs catalans com l'Iluro SC, el CE Manresa, el CF Badalona, el Calella CF o la UE Vic. El dia 1 de gener de 1936 el Júpiter va vèncer 3-2 una altra selecció catalana en la qual participà Banús com a porter.
També estigué lligat a les banquetes, dirigint equips com el Calella CF o el Terrassa FC.